# Viiri
Viiri (Duits: Wiiri) is een plaats in de Estlandse gemeente Hiiumaa, provincie Hiiumaa. De plaats heeft de status van dorp (Estisch: küla).
Viiri lag tot in oktober 2017 in de gemeente Emmaste. In die maand ging de gemeente op in de fusiegemeente Hiiumaa.

## Bevolking
De ontwikkeling van het aantal inwoners blijkt uit het volgende staatje:
| Jaar            | 2000 | 2011 | 2017 | 2019 | 2021 |
| --------------- | ---- | ---- | ---- | ---- | ---- |
| Aantal inwoners | 30   | 25   | 28   | 31   | 20   |

## Geografie
Viiri ligt in het zuidwestelijk deel van het eiland Hiiumaa, op 2 km afstand van de Straat van Soela (Estisch: Soela väin), de zeestraat tussen de eilanden Hiiumaa en Saaremaa. De zeestraat is een onderdeel van de Oostzee. De Tugimaantee 84, de secundaire weg van Emmaste naar Luidja, vormt de grens met het buurdorp Metsalauka.
Bij Viiri ligt een zwerfsteen met de afmetingen 5,0 x 2,8 x 2,4 meter, de Murro rändrahn of Viiri rändrahn.

## Geschiedenis
Viiri werd voor het eerst genoemd in 1564 onder de naam Wiger Jaco. In 1565 heette het dorp Lawr Wiker, in 1609 Wikri, in 1712 Vijri en in 1844 Wigri. Het lag op het landgoed van Großenhof (Suuremõisa) en vanaf 1796 op het landgoed van Emmast (Emmaste). De naam is waarschijnlijk afgeleid van viiger, een verkorte vorm van viigerhüljes, ringelrob.
Tussen 1977 en 1997 maakte het zuidelijke buurdorp Lepiku deel uit van Viiri.

## Foto's

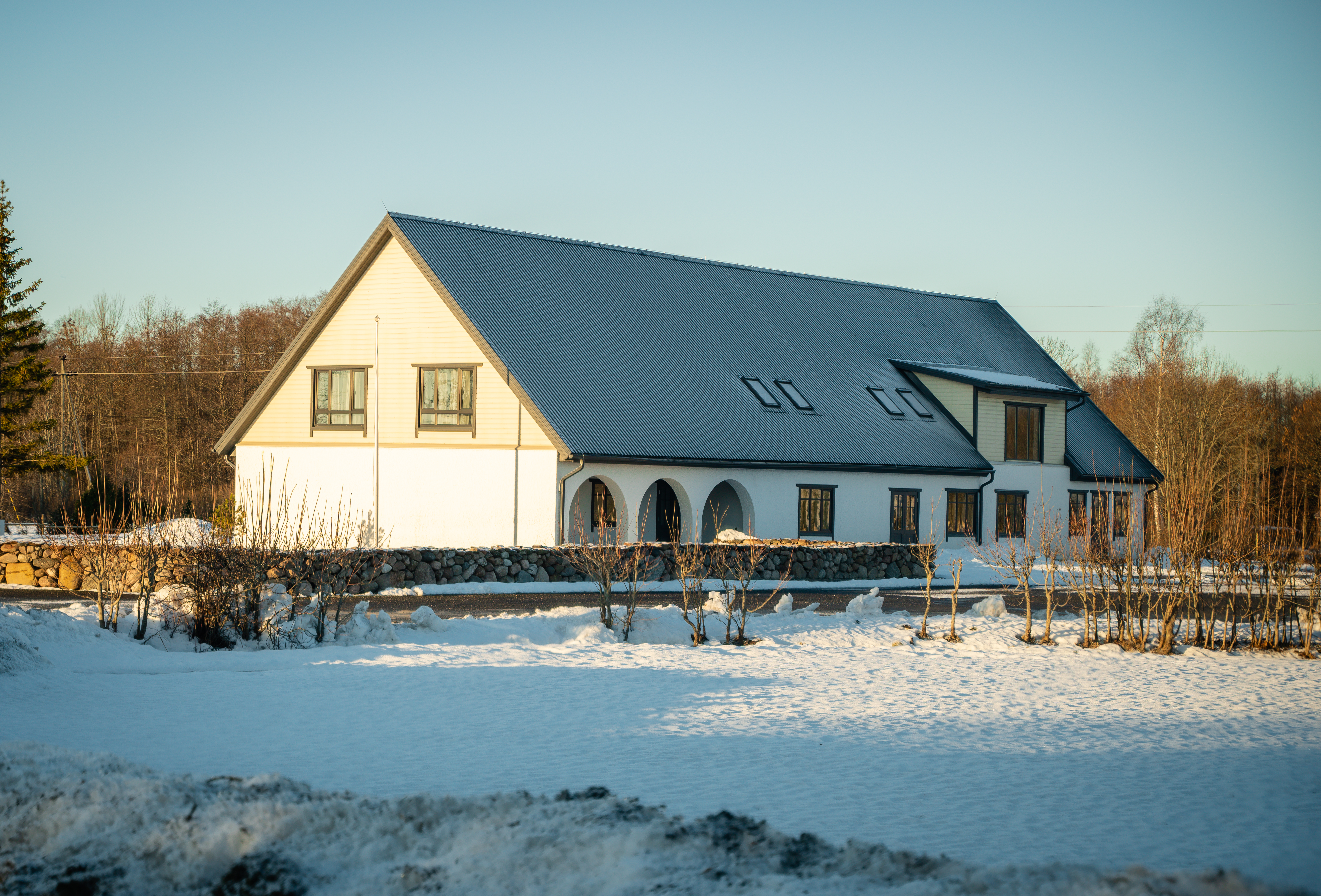
Huis in Viiri
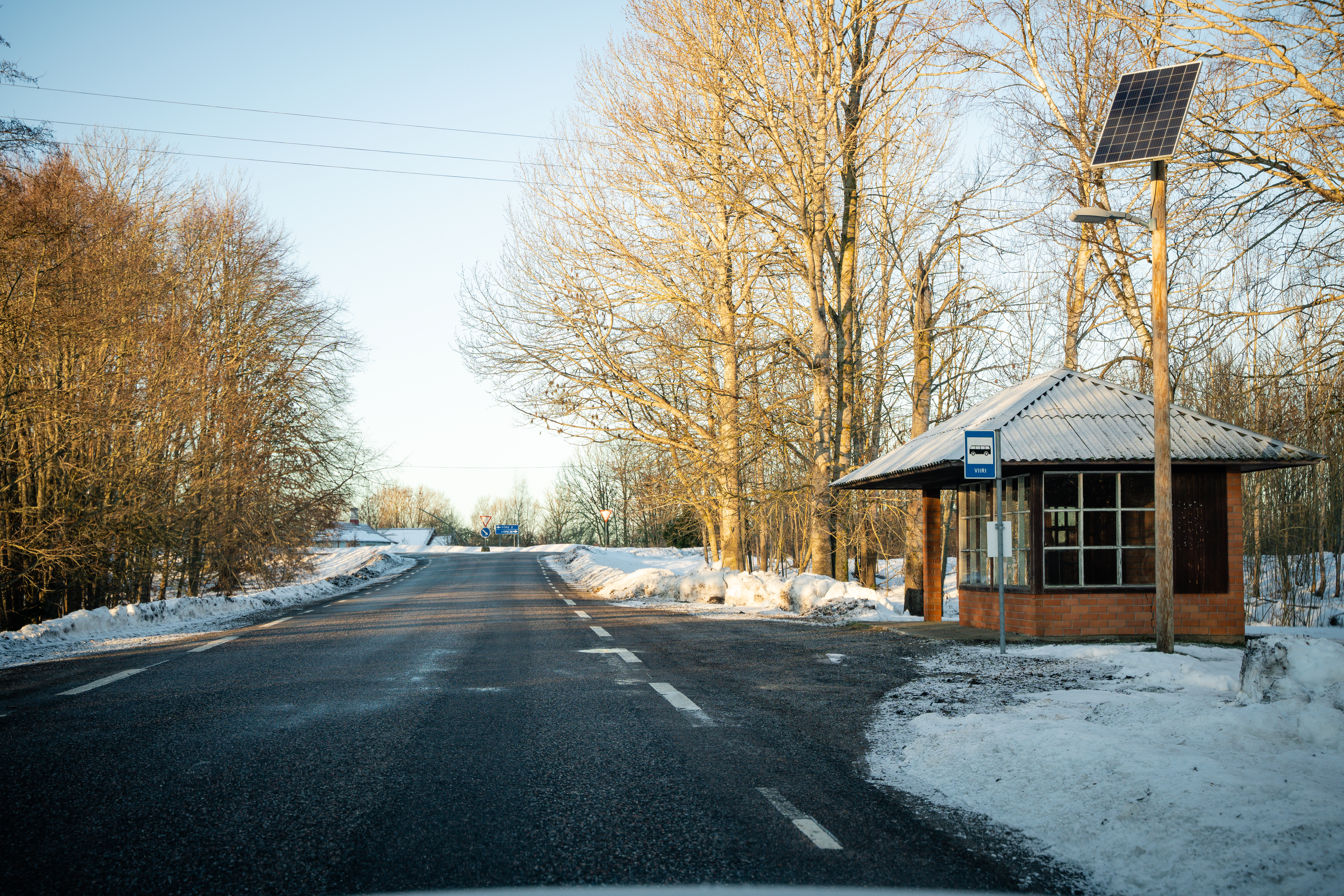
Bushalte